# Rudi Brehm
Rudi Brehm (* 12. Mai 1924 in Harras (Eisfeld) (Thüringen); † 21. Dezember 1997 in Aurich) war ein deutscher Gewerkschaftsfunktionär.
Rudi Brehm wuchs in Oberfranken auf. Als Kriegsfreiwilliger kam er 1941 nach Aurich, wo er an der Marinenachrichtenschule einen Lehrgang absolvierte. Während des Zweiten Weltkriegs war er in der deutschen Kriegsmarine eingesetzt und fuhr Einsätze an Bord von U-Booten und Zerstörern. Bei einem Einsatz in Italien wurde er schwer verwundet. Nach der Entlassung aus der Kriegsgefangenschaft kehrte Rudi Brehm nach Aurich zurück.
Ab April 1947 stand er im Dienst der Bezirksregierung Aurich. 1948 trat er in die Deutsche Angestellten-Gewerkschaft (DAG) ein und wurde Personalratsvertreter. Ab 1950 war Rudi Brehm in der Wasser- und Schifffahrtsverwaltung tätig. 1956 wurde er zum Vorsitzenden des Personalrates der Dienststelle gewählt. Ab 1959 war er zudem Mitglied im Hauptpersonalrat beim Bundesverkehrsministerium in der damaligen Bundeshauptstadt Bonn. 1976 wurde er Vorsitzender des Gesamtpersonalrates der Wasser- und Schifffahrtsdirektion Nordwest.
Rudi Brehm baute die Ortsgruppe Aurich der DAG mit auf und war Vorsitzender des DAG-Bezirks Ostfriesland/Wilhelmshaven. Er war Mitglied und zuletzt stellvertretender Vorsitzender des Gewerkschaftsrates der DAG, in dessen Vorstand er 1970 gewählt wurde. Als Vorsitzender der Bundesberufsgruppe Öffentlicher Dienst in der DAG wirkte er an den Tarifverhandlungen für den Öffentlichen Dienst mit.
Er war ehrenamtlich in weiteren Funktionen tätig, so als Mitglied des Verwaltungsrates der Versorgungsanstalt des Bundes und der Länder (VBL) sowie Richter am Arbeitsgericht und am Sozialgericht. Für die Sozialdemokratische Partei Deutschlands (SPD) saß er von 1968 bis 1970 im Stadtrat von Aurich; er war Mitglied im Verwaltungsrat der Kreissparkasse Aurich und in Gremien der Ostfriesischen Landschaft. Auf Vorschlag der DAG wurde Rudi Brehm 1986 stellvertretendes Vorstandsmitglied in der Selbstverwaltung der Bundesversicherungsanstalt für Angestellte und gehörte dem dortigen Personalausschuss des Vorstandes als ordentliches Mitglied an.
Rudi Brehm war verheiratet und Vater eines Sohnes.

## Ehrungen
- 1979: Bundesverdienstkreuz am Bande
- 1985: Bundesverdienstkreuz I. Klasse[3]
- 1988: Verdienstmedaille der Deutschen Angestellten-Gewerkschaft